# Maître Xuecheng
 (juin 2024).
 (août 2015).
Si vous disposez d'ouvrages ou d'articles de référence ou si vous connaissez des sites web de qualité traitant du thème abordé ici, merci de compléter l'article en donnant les références utiles à sa vérifiabilité et en les liant à la section « Notes et références ».
Xuecheng (chinois : 释学诚 ; pinyin : shì xuéchéng), né en 1966 à Xianyou, dans la province chinoise de Fujian, est un moine bouddhiste chinois.

## Biographie
Xuecheng est né à Xianyou dans la province du Fujian en 1966. En 1982, il fut entré dans l'ordre dans le temple Guanghua à Putian. Il fut ordonné moine par Maître Dinghai, et étudia auprès du Maître Yuanzhuo.
En 1991 il obtint son diplôme de master à l’Académie bouddhiste de Chine. En 2007 il est décerné le titre de Docteur honoraire en administration de l’éducation par l’Université Mahachulalongkornrajavidyalaya de Thaïlande. En 2010, il est décerné le Prix d'Or de la Paix d'Atisha Dipamkara au Bangladesh. En 2011 il est décerné le titre de « Maître du Tipitaka » par le Conseil du Sangha en Inde.
Actuellement il est nommé président de l'Association bouddhiste de Chine, vice-président de l'Organisation mondiale des bouddhistes, recteur de l'Académie du bouddhisme de Chine, président de l’Association bouddhiste de la province du Fujian, abbé du temple Guanghua à Putian, du temple Famen à Fufeng Shaanxi et du temple Longquan à Beijing. En même temps, il assume les fonctions comme membre du Comité permanent du CCPPC (Conférence Consultative Politique du Peuple Chinois), vice-président de la Commission de la Paix des Milieux religieux de Chine, recteur adjoint de l’Institut supérieur de Recherches pour les sciences humaines et religieuses de l'Université Normale de Beijing et rédacteur en chef du magazine de l'Association bouddhiste de Chine la Voix du Dharma,etc.
Membre du Parti communiste chinois, Xuecheng est l'abbé du monastère Longquan à Pékin.

## Controverse
En 2018, le Bureau de la sécurité publique de Pékin a "ouvert des investigations préliminaires et mène une enquête" sur des "agressions sexuelles" dont est accusé Xuecheng.